# Yame
Cet article possède des paronymes, voir Yame (paronymie).
Yame (八女市, Yame-shi) est une ville située dans la préfecture de Fukuoka, sur l'île de Kyūshū, au Japon.

## Géographie

### Localisation
Yame est située dans le sud de la préfecture de Fukuoka.

### Démographie
En 2011, la ville de Yame rassemblait une population de 68 414 habitants répartis sur une superficie de 482,53 km2. Six ans plus tôt, la ville comptait 39 129 habitants pour une superficie de 39,34 km2.
En août 2023, la population de Yame était de 60 224 habitants.

### Climat
Yame a un climat subtropical humide. La température annuelle moyenne est de 15,4 °C. Les précipitations annuelles moyennes sont de 2 058,1 mm, juillet étant le mois le plus humide.

## Histoire
La ville moderne de Yame a été officiellement fondée le 1er avril 1954. Durant les années 2000, plusieurs communes sont fusionnées avec Yame : Jōyō, en 2006, puis Kurogi, Tachibana, Hoshino et Yabe en 2010.

## Économie
La ville de Yame développe la culture du thé.